# Félix Houphouët-Boigny
Félix Houphouët-Boigny   (N’Gokro i Yamoussoukro, 18 d'octubre de 1905 - Yamoussoukro, 7 de desembre de 1993) va ser el primer president de Costa d'Ivori, des de 1960 fins a la seva mort el 1993. Durant el seu govern es va traslladar la capital del seu país d'Abidjan a Yamoussoukro i s'hi van construir diverses obres d'infraestructura, entre les quals es destaca la Basílica de Nostra Senyora de la Pau de Yamoussoukro.